# David Deroo
Pour les articles homonymes, voir Deroo.
David Deroo, né le 11 mars 1985 à Roubaix, est un coureur cycliste français. Professionnel de 2007 à 2010 au sein de l'équipe Skil-Shimano, il retourne chez les amateurs au sein de l'ESEG Douai en 2011.

## Biographie
Professionnel de 2007 à 2010 dans l'équipe continentale professionnelle néerlandaise Skil-Shimano, David Deroo retourne en 2011 dans les rangs amateur et s'engage avec l'équipe de l'ESEG Douai.
Cette année-là, Deroo obtient tout d'abord plusieurs places dans les dix premiers de courses de niveau amateur. Il est victime début avril d'une chute lors d'une étape de la Boucle de l'Artois et se fracture un fémur. Opéré, il décide cependant de mettre un terme à sa carrière de coureur et entame pendant sa convalescence une reconversion dans le milieu cycliste en obtenant un poste d'assistant dans l'équipe technique de la formation Skil-Shimano en tant que vacataire,. Il est engagé officiellement l'année suivante dans la même équipe, devenue Argos-Shimano,.

## Palmarès
- 2003
  - 2e du Pavé de Roubaix
- 2005
  - 4e étape du Tour du Béarn
  - 2e du Grand Prix de Bavay
- 2006
  - 6e étape du Tour de Bretagne
- 2010
  - Coupe Frédéric Jalton :
    - Classement général
    - 1re et 3e étapes
- 2011
  - 3e du Grand Prix du rayon Aubersois

## Classements mondiaux
| Année           | 2006 | 2007 | 2008 | 2009  |
| --------------- | ---- | ---- | ---- | ----- |
| UCI Asia Tour   |      | 219e |      |       |
| UCI Europe Tour | 897e |      |      | 1119e |